# Gedenke, Herr, wie es uns gehet

Gedenke, Herr, wie es uns gehet (BWV 217)  est une cantate d'un compositeur inconnu, auparavant attribuée à Johann Sebastian Bach d'où son inscription au catalogue BWV.
La pièce est écrite pour flûte traversière, deux violons, alto, basse continue, quatre solistes vocaux (soprano,  alto, ténor, basse) et chœur à quatre voix.